# Hikmat Ramdani
Hikmat Ramdani (25 de marzo de 2001) es un deportista indonesio que compite en bádminton adaptado. Ganó una medalla de oro en los Juegos Paralímpicos de París 2024, en la prueba de dobles mixto (clase SL3-SU5).

## Palmarés internacional
| Juegos Paralímpicos | Juegos Paralímpicos | Juegos Paralímpicos | Juegos Paralímpicos  |
| Año                 | Lugar               | Medalla             | Prueba               |
| ------------------- | ------------------- | ------------------- | -------------------- |
| 2024                | París (Francia)     | Medalla de oro      | Dobles SL3-SU5 mixto |